# Josef Kleinsorge
Josef Kleinsorge (* 4. Dezember 1878 in Sundern; † 12. Januar 1945 im KZ Dachau) war ein deutscher römisch-katholischer Schuldirektor und Märtyrer.

## Leben
Josef Kleinsorge wuchs als Sohn eines Gutsbesitzers im Sauerland auf. Er besuchte Schulen in Coesfeld und Arnsberg und studierte Landwirtschaft in Jena und Bonn-Poppelsdorf. In Jena wurde er 1902 mit der Arbeit Geschichte und Förderungsmaßnahmen der landwirtschaftlichen Tierzucht Westfalens promoviert. In Breslau erwarb er 1908 die Lehrbefähigung für das Lehramt an Höheren Schulen. Nach kürzeren Anstellungen in Liegnitz und Wanne wurde er 1910 Direktor der Höheren Landwirtschaftsschule in Lüdinghausen. Von 1916 bis 1918 leistete er Kriegsdienst.
Ab 1924 wirkte in Lüdinghausen als Religions- und Deutschlehrer Bernhard Hürfeld. Er gründete das Internat Canisianum, das erheblich zum Erfolg der Schule beitrug. In der Zeit des Nationalsozialismus wurde die Schule zum Ort eines ideellen katholischen Widerstandes, in den neben Kleinsorge und Hürfeld der promovierte Geschichtslehrer Wilhelm Brockhoff (1878–1958), der Kaplan Anton Bornefeld und ab 1939 der Internatspräfekt Johannes Xaver Goebels eingebunden waren. Am 16. September 1943 wurde Kleinsorge zusammen mit den anderen von der Gestapo verhaftet, zuerst im Gefängnis Recklinghausen in Schutzhaft genommen und am 6. Februar 1944 in das KZ Dachau gebracht, wo er erkrankte und am 12. Januar 1945 im Beisein von Hürfeld verstarb. Goebels war schon vor ihm gestorben, die andern überlebten.

## Gedenken
Die deutsche Römisch-katholische Kirche hat Josef Kleinsorge als Märtyrer aus der Zeit des Nationalsozialismus in das deutsche Martyrologium des 20. Jahrhunderts aufgenommen. In Sundern ist ein Platz nach ihm benannt.